# Psoralea onobrychis
Psoralea onobrychis là một loài thực vật có hoa trong họ Đậu. Loài này được Nutt. miêu tả khoa học đầu tiên.